# 矢量跑酷
《矢量跑酷》（又名「矢量」、「逃亡未来」、「駭客逃亡」）是一款由Nekki開發，平台為iOS和Android的動作遊戲。玩家在遊戲中需要利用跑酷翻越或滑過障礙物，避過警衛的追捕，並且成功到達終點。

## 劇情
《矢量跑酷》的故事靈感源自喬治·歐威爾政治諷刺小說《一九八四》。《矢量跑酷》設定在一個被專制政權控制的未來世界。在專制政權的控制下，所有人都需要經過安全檢查進入辦工室，並且需要穿著一個外形類似耳機的裝置。專制政權的領導者「老大哥」要求所有人都服從他。在這種充滿壓力的環境下，主角便決定逃離辦工室，以尋找自由。但是，警衛們卻要將主角捕捉。因此，主角便需要展開逃避警衛捕捉的旅程。

## 遊戲系統

遊戲截圖

在《矢量跑酷》中，玩家需要控制主角翻越或滑過障礙物，避過警衛的追捕，並成功到達終點。主角能進行的基本動作為跳躍、滑行和爬牆。遊戲期間會出現一些展示著一種跑酷動作的方格，當主角在方格附近時，玩家就能讓主角作出相應的跑酷動作，如桶式翻滾、後空翻等。遊戲期間亦會出現一些方塊，玩家需要收集所有方塊和作出所有跑酷動作，玩家才能在該關卡獲得三星的評價。玩家需要收集一定數量的星才能解鎖一個新的世界。
在遊戲期間，玩家會隨機收集到一些硬幣。收集得來的硬幣能夠用來解鎖新的跑酷動作、購買道具和裝飾品。遊戲中的道具主要有兩種：減慢時間和衝擊波。減慢時間能夠減慢警衛的速度，而衝擊波則能殺死警衛。

## 評價
《矢量跑酷》獲得的評價多為正面。兩個匯總評分GameRankings和Metacritic分別得出此遊戲的分數為80.00%和80分。
Eurogamer的丹·懷特黑德給予此遊戲7/10分，並指出「此遊戲是一個罕見的例子，因為它帶來的樂趣和第一眼給人的印象成正比。」。他們亦指出「你會不停地玩以取悅別人或自己」。而CNET的里克·布羅伊達則指出「我用了整個週末來玩這個遊戲」。Pocket Gamer給予此遊戲8/10分，並指出「《矢量跑酷》未必是原創的，但它的優點讓你幾分鐘後忘記了它的缺點。」。而App Store Arcade則給予此遊戲9/10分，並指出「此遊戲和《镜之边缘》一樣好」。
截至2013年2月14日，此遊戲iOS版本的下載次數超過1000萬次。截至2013年2月14日，此遊戲Android版本的下載次數超過1000萬次。